# Natalie Cole/Diskografie
Diese Diskografie ist eine Übersicht über die musikalischen Werke der US-amerikanischen Sängerin Natalie Cole. Den Schallplattenauszeichnungen zufolge hat sie bisher mehr als 19,2 Millionen Tonträger verkauft, davon alleine in ihrer Heimat über 16,5 Millionen. Ihre erfolgreichste Veröffentlichung ist das Album Unforgettable … with Love mit über acht Millionen verkauften Einheiten.

## Alben

### Studioalben
| Jahr | Titel                     | Höchstplatzierung, Gesamtwochen, AuszeichnungChartplatzierungen (Jahr, Titel, Platzierungen, Wochen, Auszeichnungen, Anmerkungen) | Höchstplatzierung, Gesamtwochen, AuszeichnungChartplatzierungen (Jahr, Titel, Platzierungen, Wochen, Auszeichnungen, Anmerkungen) | Höchstplatzierung, Gesamtwochen, AuszeichnungChartplatzierungen (Jahr, Titel, Platzierungen, Wochen, Auszeichnungen, Anmerkungen) | Höchstplatzierung, Gesamtwochen, AuszeichnungChartplatzierungen (Jahr, Titel, Platzierungen, Wochen, Auszeichnungen, Anmerkungen) | Höchstplatzierung, Gesamtwochen, AuszeichnungChartplatzierungen (Jahr, Titel, Platzierungen, Wochen, Auszeichnungen, Anmerkungen) | Höchstplatzierung, Gesamtwochen, AuszeichnungChartplatzierungen (Jahr, Titel, Platzierungen, Wochen, Auszeichnungen, Anmerkungen) | Anmerkungen |
| Jahr | Titel                     | DE | AT | CH | UK | US | R&B | Anmerkungen |
| ---- | ------------------------- | --- | --- | --- | --- | --- | --- | --- |
| 1975 | Inseparable               | — | — | — | — | US18 Gold · (56 Wo.)US | R&B1 (50 Wo.)R&B | Erstveröffentlichung: 11. Mai 1975 Produzenten: Chuck Jackson, Marvin Yancy |
| 1976 | Natalie                   | — | — | — | — | US13 Gold · (30 Wo.)US | R&B3 (32 Wo.)R&B | Erstveröffentlichung: 9. April 1976 Produzenten: Chuck Jackson, Gene Barge, Marvin Yancy, Richard Evans |
| 1977 | Unpredictable             | — | — | — | — | US8 Platin · (28 Wo.)US | R&B1 (29 Wo.)R&B | Erstveröffentlichung: Februar 1977 Produzenten: Chuck Jackson, Marvin Yancy |
| 1977 | Thankful                  | — | — | — | — | US16 Platin · (39 Wo.)US | R&B5 (37 Wo.)R&B | Erstveröffentlichung: 16. November 1977 Produzenten: Chuck Jackson, Marvin Yancy |
| 1979 | I Love You So             | — | — | — | — | US52 Gold · (15 Wo.)US | R&B11 (18 Wo.)R&B | Erstveröffentlichung: 19. März 1979 Produzenten: Chuck Jackson, Marvin Yancy, Gene Barge |
| 1979 | We’re the Best of Friends | — | — | — | — | US44 (19 Wo.)US | R&B7 (20 Wo.)R&B | Erstveröffentlichung: November 1979 mit Peabo Bryson Produzenten: Peabo Bryson, Johnny Pate, Mark Davis, Marvin Yancy                                                                                        |
| 1980 | Don’t Look Back           | — | — | — | — | US77 (22 Wo.)US | R&B17 (22 Wo.)R&B | Erstveröffentlichung: 15. Mai 1980 Produzenten: Marvin Yancy, Gene Barge, Michael Masser |
| 1981 | Happy Love                | — | — | — | — | US132 (4 Wo.)US | R&B37 (10 Wo.)R&B | Erstveröffentlichung: 1981 Produzenten: George Tobin, Mike Piccirillo |
| 1983 | I’m Ready                 | — | — | — | — | US182 (3 Wo.)US | R&B54 (7 Wo.)R&B | Erstveröffentlichung: 1983 Produzenten: Marvin Yancy, Chuck Jackson, Stanley Clarke, Chuck Bynum |
| 1985 | Dangerous                 | — | — | — | — | US140 (9 Wo.)US | R&B48 (16 Wo.)R&B | Erstveröffentlichung: Juni 1985 Produzenten: Gary Skardina, Marti Sharron, Harold Beatty, Eddie Cole, Natalie Cole                                                                                           |
| 1987 | Everlasting               | — | — | — | UK62 Silber · (4 Wo.)UK | US42 Gold · (58 Wo.)US | R&B8 (65 Wo.)R&B | Erstveröffentlichung: 14. Juni 1987 Produzenten: Aaron Zigman, Jerry Knight, Reggie Calloway, Vincent Calloway, Dennis Lambert, Burt Bacharach, Carole Bayer Sager, Eddie Cole, Andy Goldmark, Bruce Roberts |
| 1989 | Good to Be Back           | DE57 (12 Wo.)DE | — | — | UK10 Gold · (12 Wo.)UK | US59 (23 Wo.)US | R&B21 (28 Wo.)R&B | Erstveröffentlichung: 19. April 1989 Produzenten: Dennis Lambert, André Fisher, Don Boyette, Michael Masser, Narada Michael Walden, Roman Johnson, Lee Curreri, Ric Wake, Eddie Cole                         |
| 1991 | Unforgettable … with Love | DE32 (25 Wo.)DE | — | CH15 Gold · (10 Wo.)CH | UK11 Gold · (29 Wo.)UK | US1 ×7Siebenfachplatin · (110 Wo.)US                                                                                              | R&B5 (79 Wo.)R&B | Erstveröffentlichung: 7. Juni 1991 Produzenten: André Fischer, David Foster, Tommy LiPuma, Natalie Cole Grammy (Album des Jahres + Traditional Pop)                                                          |
| 1993 | Take a Look               | DE90 Gold · (4 Wo.)DE | — | — | UK16 (4 Wo.)UK | US26 Gold · (19 Wo.)US | R&B14 (23 Wo.)R&B | Erstveröffentlichung: 9. Juni 1993 Produzenten: André Fischer, Tommy LiPuma, Natalie Cole Grammy (Jazz) |
| 1994 | Holly & Ivy               | — | — | — | — | US36 Gold · (8 Wo.)US | R&B20 (7 Wo.)R&B | Erstveröffentlichung: 25. Oktober 1994 Produzenten: Natalie Cole, Tommy LiPuma, André Fisher, Michael Masser                                                                                                 |
| 1996 | Stardust                  | — | — | — | — | US20 Platin · (21 Wo.)US | R&B11 (18 Wo.)R&B | Erstveröffentlichung: 24. September 1996 Produzenten: John Clayton, Phil Ramone, Natalie Cole |
| 1999 | Snowfall on the Sahara    | — | — | — | — | US163 (3 Wo.)US | R&B64 (8 Wo.)R&B | Erstveröffentlichung: 22. Juni 1999 Produzent: Phil Ramone |
| 2002 | Ask a Woman Who Knows     | DE67 (6 Wo.)DE | AT26 (6 Wo.)AT | CH52 (5 Wo.)CH | UK63 Silber · (5 Wo.)UK | US32 (9 Wo.)US | R&B24 (15 Wo.)R&B | Erstveröffentlichung: 16. September 2002 Produzenten: Tommy LiPuma, Natalie Cole |
| 2006 | Leavin’                   | DE92 (1 Wo.)DE | — | CH76 (2 Wo.)CH | — | US97 (2 Wo.)US | R&B16 (8 Wo.)R&B | Erstveröffentlichung: 26. September 2006 Produzenten: Dallas Austin, Natalie Cole |
| 2008 | Still Unforgettable       | — | — | — | UK59 (1 Wo.)UK | US19 (9 Wo.)US | R&B8 (15 Wo.)R&B | Erstveröffentlichung: 9. September 2008 Produzenten: Natalie Cole, Gail Deadrick, Tena Clark |
| 2013 | Natalie Cole en Español   | — | — | — | — | US91 (3 Wo.)US | — | Erstveröffentlichung: 21. Juni 2013 Produzent: Rudy Perez |

grau schraffiert: keine Chartdaten aus diesem Jahr verfügbar

### Livealben
| Jahr | Titel                                             | Höchstplatzierung, Gesamtwochen, AuszeichnungChartplatzierungen (Jahr, Titel, Platzierungen, Wochen, Auszeichnungen, Anmerkungen) | Höchstplatzierung, Gesamtwochen, AuszeichnungChartplatzierungen (Jahr, Titel, Platzierungen, Wochen, Auszeichnungen, Anmerkungen) | Höchstplatzierung, Gesamtwochen, AuszeichnungChartplatzierungen (Jahr, Titel, Platzierungen, Wochen, Auszeichnungen, Anmerkungen) | Höchstplatzierung, Gesamtwochen, AuszeichnungChartplatzierungen (Jahr, Titel, Platzierungen, Wochen, Auszeichnungen, Anmerkungen) | Höchstplatzierung, Gesamtwochen, AuszeichnungChartplatzierungen (Jahr, Titel, Platzierungen, Wochen, Auszeichnungen, Anmerkungen) | Höchstplatzierung, Gesamtwochen, AuszeichnungChartplatzierungen (Jahr, Titel, Platzierungen, Wochen, Auszeichnungen, Anmerkungen) | Anmerkungen |
| Jahr | Titel                                             | DE | AT | CH | UK | US | R&B | Anmerkungen |
| ---- | ------------------------------------------------- | --- | --- | --- | --- | --- | --- | --- |
| 1978 | Natalie … Live!                                   | — | — | — | — | US31 Gold · (16 Wo.)US | R&B9 (15 Wo.)R&B | Erstveröffentlichung: 13. Juni 1978 Aufnahme: Universal Amphitheatre L.A., August 1977 und Latin Casino, Cherry Hill, NJ, März 1978 Produzenten: Chuck Jackson, Marvin Yancy, George Barge |
| 1983 | Unforgettable: A Musical Tribute to Nat King Cole | — | — | — | UK5 Gold · (16 Wo.)UK | — | — | Erstveröffentlichung: 5. September 1983 Johnny Mathis mit Special Guest Natalie Cole Aufnahme: BBC Television Theatre London, 20. Mai 1983                                                 |
| 1996 | A Celebration of Christmas                        | DE37 (5 Wo.)DE | AT10 (2 Wo.)AT | — | — | US196 (2 Wo.)US | — | Erstveröffentlichung: 18. Oktober 1996 mit José Carreras und Plácido Domingo Aufnahme: Austria Center Vienna, 23. Dezember 1995 Produzenten: Gerfried Horst, Michael Letchford             |
| 2010 | The Most Wonderful Time of the Year               | — | — | — | — | US185 (3 Wo.)US | R&B31 (8 Wo.)R&B | Erstveröffentlichung: 7. September 2010 mit Mormon Tabernacle Choir und Orchestra at Temple Square Produzenten: Mack Wilberg, Bruce Leek, Fred Vogler                                      |

grau schraffiert: keine Chartdaten aus diesem Jahr verfügbar

### Kompilationen
| Jahr | Titel                  | Höchstplatzierung, Gesamtwochen, AuszeichnungChartplatzierungen (Jahr, Titel, Platzierungen, Wochen, Auszeichnungen, Anmerkungen) | Höchstplatzierung, Gesamtwochen, AuszeichnungChartplatzierungen (Jahr, Titel, Platzierungen, Wochen, Auszeichnungen, Anmerkungen) | Höchstplatzierung, Gesamtwochen, AuszeichnungChartplatzierungen (Jahr, Titel, Platzierungen, Wochen, Auszeichnungen, Anmerkungen) | Höchstplatzierung, Gesamtwochen, AuszeichnungChartplatzierungen (Jahr, Titel, Platzierungen, Wochen, Auszeichnungen, Anmerkungen) | Höchstplatzierung, Gesamtwochen, AuszeichnungChartplatzierungen (Jahr, Titel, Platzierungen, Wochen, Auszeichnungen, Anmerkungen) | Höchstplatzierung, Gesamtwochen, AuszeichnungChartplatzierungen (Jahr, Titel, Platzierungen, Wochen, Auszeichnungen, Anmerkungen) | Anmerkungen                            |
| Jahr | Titel                  | DE | AT | CH | UK | US | R&B | Anmerkungen                            |
| ---- | ---------------------- | --- | --- | --- | --- | --- | --- | -------------------------------------- |
| 2000 | Greatest Hits Volume I | — | — | — | — | US154 (2 Wo.)US | R&B62 (3 Wo.)R&B | Erstveröffentlichung: 7. November 2000 |
| 2001 | Love Songs             | DE11 (6 Wo.)DE | AT44 (2 Wo.)AT | CH79 (4 Wo.)CH | — | — | — | Erstveröffentlichung: 19. Januar 2001  |

Weitere Kompilationen
- 1982: The Natalie Cole Collection
- 1987: I’ve Got Love on My Mind
- 1990: The Heart & Soul of Natalie Cole
- 1991: The Soul of Natalie Cole 1975–1980
- 1995: I’ve Got Love on My Mind
- 1995: Sophisticated Lady
- 2001: The Best of Natalie Cole
- 2003: Anthology (2 CDs)
- 2010: Original Album Series (Box mit 5 CDs)
- 2012: Inseparable / Natalie / Unpredictable (2 CDs)
- 2014: Thankful / I Love You So / Don’t Look Back (2 CDs)

### Weihnachtsalben
| Jahr | Titel Album            | Höchstplatzierung, Gesamtwochen, AuszeichnungChartplatzierungen (Jahr, Titel, Album, Platzierungen, Wochen, Auszeichnungen, Anmerkungen) | Höchstplatzierung, Gesamtwochen, AuszeichnungChartplatzierungen (Jahr, Titel, Album, Platzierungen, Wochen, Auszeichnungen, Anmerkungen) | Höchstplatzierung, Gesamtwochen, AuszeichnungChartplatzierungen (Jahr, Titel, Album, Platzierungen, Wochen, Auszeichnungen, Anmerkungen) | Höchstplatzierung, Gesamtwochen, AuszeichnungChartplatzierungen (Jahr, Titel, Album, Platzierungen, Wochen, Auszeichnungen, Anmerkungen) | Höchstplatzierung, Gesamtwochen, AuszeichnungChartplatzierungen (Jahr, Titel, Album, Platzierungen, Wochen, Auszeichnungen, Anmerkungen) | Höchstplatzierung, Gesamtwochen, AuszeichnungChartplatzierungen (Jahr, Titel, Album, Platzierungen, Wochen, Auszeichnungen, Anmerkungen) | Anmerkungen                                                                                  |
| Jahr | Titel Album            | DE | AT | CH | UK | US | R&B | Anmerkungen                                                                                  |
| ---- | ---------------------- | --- | --- | --- | --- | --- | --- | -------------------------------------------------------------------------------------------- |
| 1999 | The Magic of Christmas | — | — | — | — | US157 (4 Wo.)US | R&B84 (3 Wo.)R&B | Erstveröffentlichung: 21. September 1999 mit London Symphony Orchestra Produzent: Fred Salem |

Weitere Weihnachtsalben
- 1998: Christmas with You
- 2008: Caroling, Caroling – Christmas with Natalie Cole

## Singles
| Jahr | Titel Album                                              | Höchstplatzierung, Gesamtwochen, AuszeichnungChartplatzierungen (Jahr, Titel, Album, Platzierungen, Wochen, Auszeichnungen, Anmerkungen) | Höchstplatzierung, Gesamtwochen, AuszeichnungChartplatzierungen (Jahr, Titel, Album, Platzierungen, Wochen, Auszeichnungen, Anmerkungen) | Höchstplatzierung, Gesamtwochen, AuszeichnungChartplatzierungen (Jahr, Titel, Album, Platzierungen, Wochen, Auszeichnungen, Anmerkungen) | Höchstplatzierung, Gesamtwochen, AuszeichnungChartplatzierungen (Jahr, Titel, Album, Platzierungen, Wochen, Auszeichnungen, Anmerkungen) | Höchstplatzierung, Gesamtwochen, AuszeichnungChartplatzierungen (Jahr, Titel, Album, Platzierungen, Wochen, Auszeichnungen, Anmerkungen) | Höchstplatzierung, Gesamtwochen, AuszeichnungChartplatzierungen (Jahr, Titel, Album, Platzierungen, Wochen, Auszeichnungen, Anmerkungen) | Höchstplatzierung, Gesamtwochen, AuszeichnungChartplatzierungen (Jahr, Titel, Album, Platzierungen, Wochen, Auszeichnungen, Anmerkungen) | Anmerkungen |
| Jahr | Titel Album                                              | DE | AT | CH | UK | US | R&B | Dance | Anmerkungen |
| ---- | -------------------------------------------------------- | --- | --- | --- | --- | --- | --- | --- | --- |
| 1975 | This Will Be Inseparable                                 | — | — | — | UK32 Platin · (5 Wo.)UK | US6 (17 Wo.)US | R&B1 (19 Wo.)R&B | — | Erstveröffentlichung: 1. Juni 1975 Autoren: Chuck Jackson, Marvin Yancy                                                                         |
| 1975 | Inseparable                                              | — | — | — | — | US32 (17 Wo.)US | R&B1 (17 Wo.)R&B | — | Erstveröffentlichung: 29. November 1975 Autoren: Chuck Jackson, Marvin Yancy                                                                    |
| 1976 | Sophisticated Lady (She’s a Different Lady) Natalie      | — | — | — | — | US25 (15 Wo.)US | R&B1 (18 Wo.)R&B | — | Erstveröffentlichung: 30. April 1976 Autoren: Chuck Jackson, Marvin Yancy, Natalie Cole                                                         |
| 1976 | Mr. Melody Natalie                                       | — | — | — | — | US49 (12 Wo.)US | R&B10 (16 Wo.)R&B | — | Erstveröffentlichung: 6. August 1976 Autoren: Chuck Jackson, Marvin Yancy                                                                       |
| 1977 | I’ve Got Love on My Mind Unpredictable                   | — | — | — | — | US5 Gold · (21 Wo.)US | R&B1 (20 Wo.)R&B | — | Erstveröffentlichung: Januar 1977 Autoren: Chuck Jackson, Marvin Yancy                                                                          |
| 1977 | Party Lights Unpredictable                               | — | — | — | — | US79 (4 Wo.)US | R&B9 (11 Wo.)R&B | — | Erstveröffentlichung: Juni 1977 Autoren: Chuck Jackson, Marvin Yancy                                                                            |
| 1978 | Our Love Thankful                                        | — | — | — | — | US10 Gold · (21 Wo.)US | R&B1 (24 Wo.)R&B | — | Erstveröffentlichung: 6. November 1977 Autoren: Chuck Jackson, Marvin Yancy                                                                     |
| 1978 | Annie Mae Thankful                                       | — | — | — | — | — | R&B6 (18 Wo.)R&B | — | Erstveröffentlichung: Mai 1978 Autor: Natalie Cole                                                                                              |
| 1978 | Lucy in the Sky with Diamonds Natalie … Live!            | — | — | — | — | — | R&B53 (8 Wo.)R&B | — | Erstveröffentlichung: August 1978 Autoren: John Lennon, Paul McCartney Original: The Beatles, 1967                                              |
| 1979 | Stand By I Love You So                                   | — | — | — | — | — | R&B9 (16 Wo.)R&B | — | Erstveröffentlichung: März 1979 Autoren: Marvin Yancy, Natalie Cole                                                                             |
| 1979 | Sorry I Love You So                                      | — | — | — | — | — | R&B34 (10 Wo.)R&B | — | Erstveröffentlichung: Mai 1979 Autoren: Chuck Jackson, Marvin Yancy, Jessy Dixon                                                                |
| 1979 | Your Lonely Heart I Love You So                          | — | — | — | — | — | R&B59 (6 Wo.)R&B | — | Erstveröffentlichung: Oktober 1979 Autor: Natalie Cole                                                                                          |
| 1980 | Gimme Some Time We’re the Best of Friends                | — | — | — | — | — | R&B8 (14 Wo.)R&B | — | Erstveröffentlichung: Dezember 1979 mit Peabo Bryson Autor: Natalie Cole                                                                        |
| 1980 | What You Won’t Do for Love We’re the Best of Friends     | — | — | — | — | — | R&B16 (11 Wo.)R&B | — | Erstveröffentlichung: Februar 1980 mit Peabo Bryson Autoren: Alfons Kettner, Bobby Caldwell Original: Bobby Caldwell, 1978                      |
| 1980 | Someone That I Used to Love Don’t Look Back              | — | — | — | — | US21 (21 Wo.)US | R&B21 (15 Wo.)R&B | — | Erstveröffentlichung: April 1980 Autoren: Gerry Goffin, Michael Masser                                                                          |
| 1980 | Hold On Don’t Look Back                                  | — | — | — | — | — | R&B38 (8 Wo.)R&B | — | Erstveröffentlichung: September 1980 Autoren: Kevin Yancy, Marvin Yancy, Natalie Cole                                                           |
| 1981 | You Were Right Girl Happy Love                           | — | — | — | — | — | R&B35 (10 Wo.)R&B | — | Erstveröffentlichung: Juni 1981 Autoren: Gary Goetzman, Mike Piccirillo                                                                         |
| 1981 | Nothin’ but a Fool Happy Love                            | — | — | — | — | — | R&B34 (10 Wo.)R&B | — | Erstveröffentlichung: 1981 Autor: Bill Amesbury                                                                                                 |
| 1983 | Too Much Mister I’m Ready                                | — | — | — | — | — | R&B45 (9 Wo.)R&B | — | Erstveröffentlichung: Juni 1983 Autoren: Chuck Jackson, Marvin Yancy                                                                            |
| 1985 | Dangerous                                                | — | — | — | — | US57 (10 Wo.)US | R&B16 (13 Wo.)R&B | Dance6 (9 Wo.)Dance | Erstveröffentlichung: April 1985 Autoren: Gary Skardina, Marti Sharron, Stephen Mitchell                                                        |
| 1985 | A Little Bit of Heaven Dangerous                         | — | — | — | — | US81 (6 Wo.)US | R&B28 (12 Wo.)R&B | — | Erstveröffentlichung: Juli 1985 Autoren: Graham Lyle, Richard Kerr                                                                              |
| 1985 | Secrets Dangerous                                        | — | — | — | — | — | — | Dance36 (5 Wo.)Dance | Erstveröffentlichung: Dezember 1985 Autoren: Diane Steinberg, Marti Sharron                                                                     |
| 1987 | Jump Start Everlasting                                   | — | — | — | UK44 (10 Wo.)UK | US13 (18 Wo.)US | R&B2 (20 Wo.)R&B | Dance28 (8 Wo.)Dance | Erstveröffentlichung: April 1987 Autoren: Reggie Calloway, Vincent Calloway                                                                     |
| 1987 | I Live for Your Love Everlasting                         | — | — | — | UK86 (1 Wo.)UK | US13 (22 Wo.)US | R&B4 (20 Wo.)R&B | — | Erstveröffentlichung: September 1987 Autoren: Allan Rich, Pam Reswick, Steve Werfel                                                             |
| 1988 | Over You After Dark                                      | — | — | — | UK65 (3 Wo.)UK | — | R&B10 (16 Wo.)R&B | — | Erstveröffentlichung: November 1987 Ray Parker Jr. mit Natalie Cole Autoren: Burt Bacharach, Carole Bayer Sager, Ray Parker Jr.                 |
| 1988 | Pink Cadillac Everlasting                                | DE5 (16 Wo.)DE | AT11 (12 Wo.)AT | CH2 (15 Wo.)CH | UK5 (12 Wo.)UK | US5 (17 Wo.)US | R&B9 (16 Wo.)R&B | Dance1 (11 Wo.)Dance | Erstveröffentlichung: 1. Februar 1988 Produzenten: Dennis Lambert, David Cole, Robert Clivilles Autor und Original: Bruce Springsteen, 1984     |
| 1988 | Everlasting                                              | DE38 (8 Wo.)DE | — | — | UK28 (6 Wo.)UK | — | — | — | Erstveröffentlichung: Juni 1988 Autoren: Aaron Zigman, Jerry Knight                                                                             |
| 1988 | Jump Start (Dance Mix) –                                 | — | — | — | UK36 (5 Wo.)UK | — | — | — | Erstveröffentlichung: August 1988 Remix: Ellis Jay                                                                                              |
| 1988 | When I Fall in Love Everlasting                          | — | — | — | — | US95 (1 Wo.)US | R&B31 (13 Wo.)R&B | — | Erstveröffentlichung: Juni 1988 Autoren: Edward Heyman, Victor Young Original: Jackie McLean, 1956                                              |
| 1988 | I Live for Your Love (Remix) –                           | — | — | — | UK23 (16 Wo.)UK | — | — | — | Erstveröffentlichung: Oktober 1988 Mix: Jeremy Smith                                                                                            |
| 1989 | Miss You Like Crazy Good to Be Back                      | DE22 (15 Wo.)DE | — | — | UK2 Silber · (15 Wo.)UK | US7 (19 Wo.)US | R&B1 (18 Wo.)R&B | — | Erstveröffentlichung: 13. März 1989 Produzent: Michael Masser Autoren: Gerry Goffin, M. Masser, Preston Glass                                   |
| 1989 | Rest of the Night Good to Be Back                        | — | — | — | UK56 (3 Wo.)UK | — | — | — | Erstveröffentlichung: Juli 1989 Autoren: Glen Ballard, Randy Goodrum                                                                            |
| 1989 | I Do Good to Be Back                                     | — | — | — | — | — | R&B7 (15 Wo.)R&B | — | Erstveröffentlichung: August 1989 mit Freddie Jackson Autor: Frank Wildhorn                                                                     |
| 1989 | As a Matter of Fact Good to Be Back                      | — | — | — | — | — | R&B52 (8 Wo.)R&B | — | Erstveröffentlichung: September 1989 Autoren: Don Boyette, Siedah Garrett                                                                       |
| 1989 | Starting over Again Good to Be Back                      | — | — | — | UK56 (6 Wo.)UK | — | — | — | Erstveröffentlichung: November 1989 Autoren: Gerry Goffin, Michael Masser                                                                       |
| 1990 | Wild Women Do Good to Be Back (Reissue)                  | — | — | — | UK16 (7 Wo.)UK | US34 (10 Wo.)US | — | Dance8 (8 Wo.)Dance | Erstveröffentlichung: Februar 1990 vom Soundtrack des Films Pretty Woman feat. Akeem (Rap) Autoren: Greg Prestopino, Matthew Wilder, Sam Lorber |
| 1991 | Unforgettable Unforgettable … with Love                  | DE78 (3 Wo.)DE | — | — | UK19 (8 Wo.)UK | US14 Gold + Platin (Videosingle) · (17 Wo.)US                                                                                            | R&B10 (16 Wo.)R&B | — | Erstveröffentlichung: Juni 1991 mit Nat King Cole Autor: Irving Gordon Original: Nat King Cole, 1954                                            |
| 1991 | The Christmas Song (Chestnuts Roasted on an Open Fire) – | DE30 (19 Wo.)DE | AT29 (15 Wo.)AT | CH27 (18 Wo.)CH | — | — | — | — | Erstveröffentlichung: November 1991 mit Nat King Cole & London Symphony Orchestra                                                               |
| 1992 | The Very Thought of You Unforgettable … with Love        | — | — | — | UK71 (1 Wo.)UK | — | — | — | Erstveröffentlichung: Mai 1992 Autor: Ray Noble Original: Ray Noble and His Orchestra mit Al Bowlly, 1934                                       |
| 1993 | Take a Look                                              | — | — | — | — | — | R&B68 (7 Wo.)R&B | — | Erstveröffentlichung: Juni 1993 Autoren: Clyde Otis, Natalie Cole Original: Aretha Franklin, 1966                                               |
| 1997 | A Smile Like Yours Greatest Hits Volume I                | — | — | — | — | US84 (5 Wo.)US | — | — | Erstveröffentlichung: September 1997 vom Soundtrack des gleichnamigen Films Autor: Diane Warren                                                 |
| 1999 | Say You Love Me Snowfall on the Sahara                   | — | — | — | — | — | R&B82 (3 Wo.)R&B | — | Erstveröffentlichung: August 1999 Autor und Original: D. J. Rogers, 1975                                                                        |
| 2000 | Livin’ for Love Greatest Hits Volume I                   | DE96 (1 Wo.)DE | — | — | — | — | — | Dance1 (14 Wo.)Dance | Erstveröffentlichung: Dezember 2000 Autoren: Denise Rich, Garianno Lorenzo, Natalie Cole                                                        |
| 2006 | Day Dreaming Leavin’                                     | — | — | — | — | — | R&B77 (10 Wo.)R&B | — | Erstveröffentlichung: Oktober 2006 Autor und Original: Aretha Franklin, 1972                                                                    |

Weitere Singles
| - 1956: Good Will - 1975: Needing You - 1976: Keep Smiling - 1977: La Costa - 1977: This Heart - 1978: Just Can’t Stay Away - 1978: I’m Catching Hell (Living Here Alone) - 1979: I Love You So - 1979: You’re so Good - 1979: The Winner - 1981: These Eyes - 1983: Keep It on the Outside - 1987: Motorway Mixes Featuring Pink Cadillac and Jump Start - 1991: This Will Be (The Ben Liebrand Remix) | - 1991: Paper Moon - 1991: The Christmas Song - 1992: Route 66 - 1992: Orange Colored Sky - 1993: As Time Goes By - 1993: Snowfall on the Sahara - 1994: No More Blue Christmas - 1994: Did You See Jackie Robinson Hit That Ball? - 1998: L-O-V-E - 2002: Better Than Anything (mit Diana Krall) - 2002: Tell Me All About It - 2007: Finally Made Me Happy (Macy Gray feat. Natalie Cole) - 2007: Mr. Paganini (mit Chaka Khan) - 2007: Day Dreaming |

## Statistik

### Chartauswertung
|                     | DE    | AT    | CH    | UK    | US     | R&B      |
| ------------------- | ----- | ----- | ----- | ----- | ------ | -------- |
| Nummer-eins-Alben   | DE—DE | AT—AT | CH—CH | UK—UK | US1US  | R&B2R&B  |
| Top-10-Alben        | DE—DE | AT1AT | CH—CH | UK2UK | US2US  | R&B9R&B  |
| Alben in den Charts | DE7DE | AT3AT | CH4CH | UK7UK | US26US | R&B24R&B |

|                       | DE    | AT    | CH    | UK     | US     | R&B      | Dance       |
| --------------------- | ----- | ----- | ----- | ------ | ------ | -------- | ----------- |
| Nummer-eins-Singles   | DE—DE | AT—AT | CH—CH | UK—UK  | US—US  | R&B6R&B  | Dance2Dance |
| Top-10-Singles        | DE1DE | AT—AT | CH1CH | UK2UK  | US5US  | R&B17R&B | Dance4Dance |
| Singles in den Charts | DE6DE | AT1AT | CH1CH | UK14UK | US18US | R&B33R&B | Dance6Dance |

### Auszeichnungen für Musikverkäufe
| Goldene Schallplatte - Argentinien - 1993: für das Album Unforgettable … with Love - Australien - 1991: für die Single Unforgettable - Brasilien - 1993: für das Album Unforgettable … with Love - Italien - 2021: für die Single The Christmas Song - Kanada - 1988: für die Single Pink Cadillac - 1993: für das Album Take a Look - Neuseeland - 1988: für das Album Everlasting - Niederlande - 1992: für das Album Unforgettable … with Love - Polen - 2013: für das Album Natalie Cole en Espanol - Spanien - 2024: für die Single This Will Be | Platin-Schallplatte - Japan - 1994: für das Album Unforgettable … with Love - Spanien - 2000: für das Album Unforgettable … with Love 4× Platin-Schallplatte - Kanada - 1992: für das Album Unforgettable … with Love - Neuseeland - 1992: für das Album Unforgettable … with Love 5× Platin-Schallplatte - Australien - 2009: für das Album Unforgettable … with Love |

Anmerkung: Auszeichnungen in Ländern aus den Charttabellen bzw. Chartboxen sind in ebendiesen zu finden.
| Land/RegionAuszeichnungen für Musikverkäufe (Land/Region, Auszeichnungen, Verkäufe, Quellen) | Silber     | Gold       | Platin       | Verkäufe   | Quellen                                                        |
| -------------------------------------------------------------------------------------------- | ---------- | ---------- | ------------ | ---------- | -------------------------------------------------------------- |
| Argentinien (CAPIF)                                                                          | —          | Gold1      | —            | 30.000     | capif.org.ar (Memento vom 20. August 2011 im Internet Archive) |
| Australien (ARIA)                                                                            | —          | Gold1      | 5× Platin5   | 385.000    | aria.com.au                                                    |
| Brasilien (PMB)                                                                              | —          | Gold1      | —            | 100.000    | pro-musicabr.org.br                                            |
| Deutschland (BVMI)                                                                           | —          | Gold1      | —            | 10.000     | musikindustrie.de                                              |
| Italien (FIMI)                                                                               | —          | Gold1      | —            | 35.000     | fimi.it                                                        |
| Japan (RIAJ)                                                                                 | —          | —          | Platin1      | 200.000    | riaj.or.jp                                                     |
| Kanada (MC)                                                                                  | —          | 2× Gold2   | 4× Platin4   | 500.000    | musiccanada.com                                                |
| Neuseeland (RMNZ)                                                                            | —          | Gold1      | 4× Platin4   | 70.000     | aotearoamusiccharts.co.nz                                      |
| Niederlande (NVPI)                                                                           | —          | Gold1      | —            | 50.000     | nvpi.nl                                                        |
| Polen (ZPAV)                                                                                 | —          | Gold1      | —            | 10.000     | olis.pl                                                        |
| Schweiz (IFPI)                                                                               | —          | Gold1      | —            | 25.000     | hitparade.ch                                                   |
| Spanien (Promusicae)                                                                         | —          | Gold1      | Platin1      | 130.000    | elportaldemusica.es ES2                                        |
| Vereinigte Staaten (RIAA)                                                                    | —          | 10× Gold10 | 11× Platin11 | 16.550.000 | riaa.com                                                       |
| Vereinigtes Königreich (BPI)                                                                 | 3× Silber3 | 3× Gold3   | Platin1      | 1.220.000  | bpi.co.uk                                                      |
| Insgesamt                                                                                    | 3× Silber3 | 25× Gold25 | 27× Platin27 |            |                                                                |